# Рефидим
Рефидим (др.-евр. רפידים‬; «широкие пространства», «равнины»; «носильщики», «поддерживающие»; в Септ. Ραφιδειν) — одно из мест остановки евреев во время их исхода из Египта; библейская местность из Книги Исход, второй книги Моисеева пятикнижия. Находится в Аравийской пустыне (точнее в пустыне Син), между Алушем и Синаем, при горе Хорив (Чис. 33:14)

## Библейская история
В Рефидиме — из-за недостатка воды и ропота народа — Моисей, по повелению Божию, извёл воду своим посохом из горы Хорив (Исх. 17:1—7; 1Кор. 10:4). Место удара жезла по скале именуется Мерива (מריבה; «распря»).
В Рефидиме также израильтяне имели первое столкновение с врагом. Амалек выступил против них и дал им здесь большое сражение, длившееся целые сутки, но амаликитяне были побеждены Иисусом Навином (Исх. 17:8—16). Во время этой битвы Ор и Аарон весь день поддерживали руки Моисея, от поднятия которых (для молитвы) зависел успех израильтян (Исх. 17:10—12). Моисей построил в этой местности жертвенник и назвал его: «Господь — моё знамя» (синодальный перевод «Иегова Нисси»; 17:15). Туда также приходили тесть Моисеев, священник Иофор, и его семейство для того, чтобы посетить Моисея (Исх. 18:1—12).

## Нахождение
Расположение Рефидима близ Хорива не установлено. Одни указывают на вади Эс-Шейх, другие полагают, что местность находилась в плодоносной долине Фейран (Wâdi Feiran), у подошвы горы Сербаль, которая некоторыми отождествляется с Синаем. Вади Фейран подтверждается древним преданием, Евсевием, Иеронимом и другими; арабское предание указывает там и скалу, из которой Моисей извёл воду. Полагают, что этот оазис с пальмовым лесом, длиной в несколько миль, принадлежал амалекитянам, и вторжение туда евреев стало причиной войны. Здесь же находят развалины древнего города Фаран, некогда бывшего местопребыванием епископа. Равнина по-прежнему оживлена и обладает источником.